# Последствия (Легенда о Корре)
«Последствия» (англ. The Aftermath) — седьмой эпизод первого сезона американского мультсериала «Легенда о Корре».

## Сюжет
Стадион спортивной магии закрывают после недавнего нападения, и Корра предлагает Мако и Болину пожить в храме, но они уже согласились переехать в особняк Асами. Они уговаривают прийти Аватара в гости; она сначала не хочет, но потом соглашается. Полиция обыскивает склад компании «Капуста» и находит там оружие для Уравнителей, арестовывая хозяина фирмы. В отделении полиции Корра встречает Тано, который переживает из-за потери магии, ведь целители сказали, что она невосстановима. Он просит Аватара отомстить за него. Затем Корра приходит в особняк Сато и общается с друзьями у бассейна. Далее Асами ведёт её на трассу, где испытываются новые автомобили корпорации, и катает Корру на одном из них, одолевая соперника в гонке. В особняке Корра идёт у женскую уборную, а когда выходит из неё, подслушивает телефонный разговор Хироши Сато, отца Асами, который злорадствует аресту конкурента и готовится к удару. Она убегает из поместья и сообщает Лин Бейфонг и Тензину, что подозревает мистера Сато в причастности к Уравнителям. Они полагают, что это возможно, ведь у Хироши есть мотив: 12 лет назад маги из банды «Агни Кай» убили его жену при ограблении особняка. Корра, Лин и Тензин прибывают допросить Хироши, но он отвечает, что лишь обсуждал бизнес-дела, собираясь ударить по рынку новой линейкой продукции. Асами верит в невиновность отца. Законники хотят осмотреть его заводы, и он позволяет сделать это. На них полиция ничего не находит, и Асасми грубо просит их уйти после этого. Корра продолжает не верить Хироши и ругается с Мако из-за этого, ведь он считает, что она ревнует его к Асами. Перед уходом один рабочий подходит к Корре и незаметно даёт ей в руку записку с назначением встречи.
Аватар, Тензин и Лин Бейфонг встречаются с сотрудником компании, и он говорит, что примкнул к Уравнителям не для войны, и рассказывает о секретном заводе Сато под его особняком. Полиция устраивает рейд на его резиденцию, и Лин обнаруживает тоннель под мастерской, ведущий куда-то вглубь. Оставив Болина, Мако и Асами с сержантом, они спускаются вниз. Герои обнаруживают тайный завод с новым оружием для Уравнителей, и их запирают платиновой стеной. Услышав грохот, Мако и Болин вырубают сержанта и собираются идти вниз. Мако просит Асами остаться, хотя та хочет знать правду об отце. Хироши Сато и приспешники Амона нападают на Аватара, Тензина и полицию, управляя механическими танками из платины, не поддающимися магии металла, как и стена. Лин понимает, что их заманили в ловушку. В ходе битвы злодеи одолевают героев, и Сато приказывает вести их к Амону. Прибывают Мако и Болин и спасают Корру, Тензина и Лин Бейфонг, но на их пути встаёт Хироши, ругая магов. Позади него оказывается Асами и разочаровывается в отце. Он говорит, что маги лишили её матери, а его — жены, и просит дочь присоединиться к Уравнителям. Она берёт электрическую перчатку и говорит, что любит папу, но применяет на нём молнию. Асами сбегает вместе с друзьями, и Лин переживает из-за своей ошибки, приведшей к тому, что её подчинённых везут к Амону. Она планирует уйти в отставку и спасти своих людей в обход закона. Корра приглашает друзей жить в храме и говорит Мако, что сейчас он как никогда нужен Асами.

## Отзывы

Динамика оценок IGN к эпизодам 1 сезона мультсериала

Макс Николсон из IGN поставил эпизоду оценку 8 из 10 и написал, что «расследование Тензина и Лин было довольно крутым». Он порадовался появлению сына продавца капусты. Критик посчитал, что «было здорово увидеть, как Лин использует сейсмическое чутьё как у своей матери, чтобы найти подземную фабрику Сато». Рецензент также отметил, что «предательство Хироши Сато, с точки зрения сюжета, кажется разумным ходом».
Эмили Гендельсбергер из The A.V. Club поставила эпизоду оценку «B+» и написала, что «сцена боя на фабрике была её любимой в мультсериале на данный момент». Главный редактор The Filtered Lens, Мэтт Доэрти, поставил эпизоду оценку 7,5 из 10 и написал, что «„Последствия“ были, вероятно, самым слабым эпизодом мультсериала, но помогли перевести шоу в новую фазу войны, которая началась на прошлой неделе». Мордикай Кнод из Tor.com посчитал, что «благодаря этому эпизоду Асами стала гораздо более разносторонним персонажем», и также как Николсон отметил отсылку на продавца капусты из «Легенды об Аанге».
Эпизод собрал 3.45 миллиона зрителей у телеэкранов США.